# チクレットキーボード

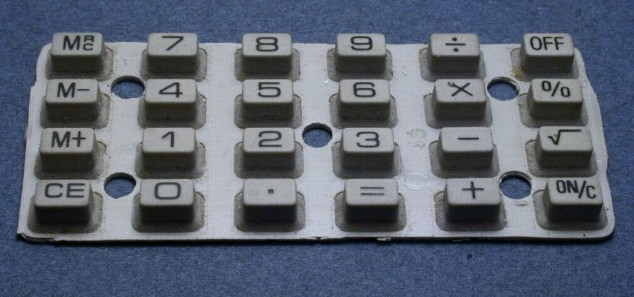
電卓のゴム製チクレットキーボード

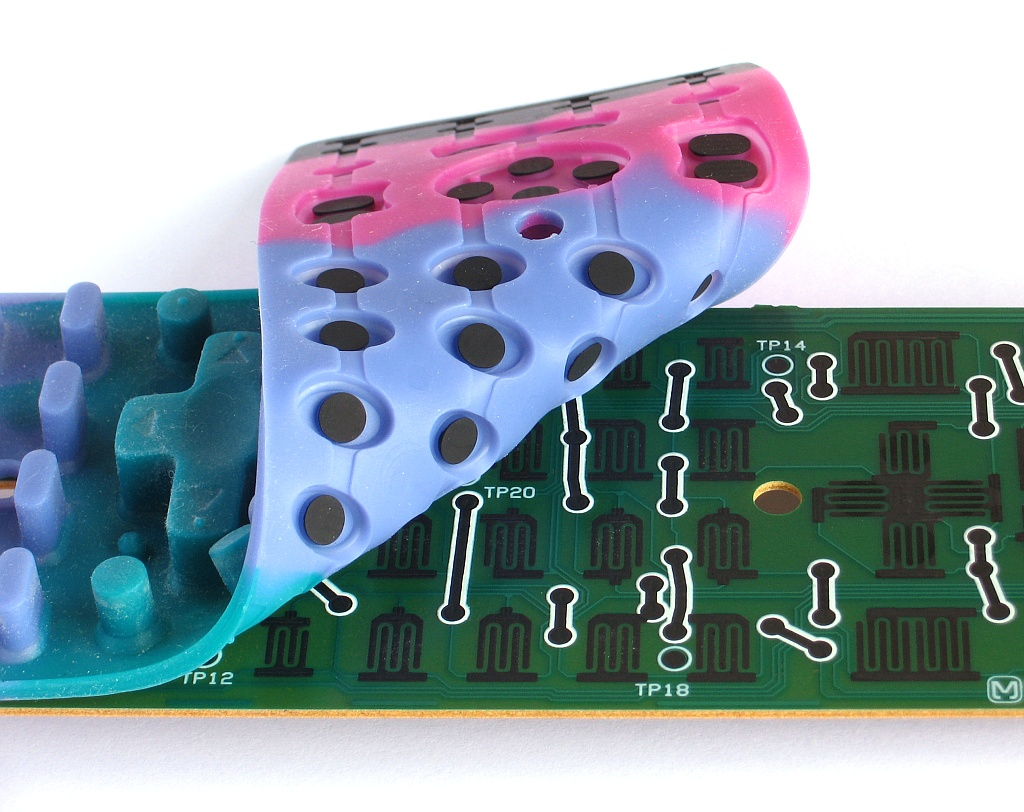
リモコンに使用されているゴム製キーボード。キーが押下されると、キーの底にある導体と下の基板の回路（フォーク状のもの）が触れ、回路に電流が流れる。

チクレットキーボード (Chiclet keyboard) とは、ゴム製の小さなキーでできたキーパッド類を表すスラングである。キーが消しゴムやチューインガムのような形状をしており、「チクレット」という名前もチューインガムのブランド名に由来している。
メーカー側はチクレットキーボードの「安価に製造可能」という点を評価した。チクレットキーボードの採用例としては、ZX Spectrum等の初期のホームコンピュータの多くや、ポータブルコンピュータ、ラップトップコンピュータが挙げられる。メンブレンキーボードと比較して使用時の不便さは幾分か改善されていたが、それでもこのタイプのキーボードは消費者にほぼ満場一致で否定された。1980年代中頃には、チクレットキーボードの採用例は小型の電卓、安価なPDAやリモコンなどのローエンドの電気機器に限られていった。
チクレットキーボードというのは世界中で通用する呼び方ではない。例えば、ガムの「チクレット」が販売されていないイギリスではキーの感触からdead-flesh keyboard（「死肉キーボード」）や、単純にrubber-keyed keyboard（「ゴムのキーのキーボード」）と呼ばれている。また、キーが消しゴムに似ているため、ノルウェーでは一般的にeraser keyboard（「消しゴムキーボード」）と呼ばれている。

## 動作原理
チクレットキーボードの一例として、底にある三層が基本的にメンブレンキーボードと同様の構造になっているものが挙げられる。なお、そのような構造でないものもある。どちらにしても、上の層が押し込まれて下の層と接触することでキーの押下が検出される。
一番下の層にはキー毎に電気回路が設けられており、上下の層の間は絶縁体のスペーサーで隔てられている。キーに触れていない状態では、電流が上下の層の間を流れないためスイッチは開放状態となっている。上の層を押下すると、上の層の底面にある導体が下の層に触れるため電流が流れ、スイッチは短絡状態となり、キーの押下が検出される。
メンブレンキーボードと異なるのは、メンブレンキーボードで言うところの上の層が直接押下されるのではなく、その上に成型加工されたゴム製のキーが載っている点である。仕組みとしては、キーがある程度の力で押下されるとゴムが急激に折れ曲がるようになっているものや、キーがシートと接している点をわざと薄くしているもの（下図を参照）がある。どちらの場合でも同じような効果が得られる。
いずれにしても、これによりキーが下に動き、メンブレンの上の層が下の層に押し付けられ、閉回路が形成される。
このような、キーの押下に伴う急激なゴムの変形により、チクレットキーボードではメンブレンキーボードにはないタクタイルフィードバックを得ることができる。

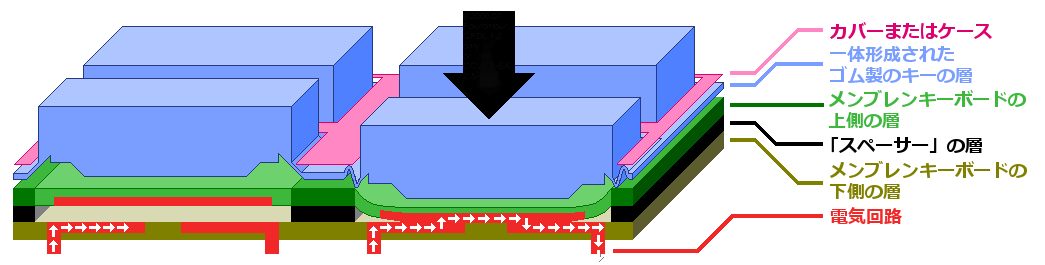
典型的なチクレットキーボードの断面図。一番下の3層の厚みは分かりやすさのため実物より厚く示されている。実際にはほとんど紙と変わらない厚みである。右側のキーがシートと接している薄手の部分が歪んで折れ曲がっている。メンブレンの上の層（緑色の層）とスペーサーの層（黒色の層）を省略したデザインのものも存在し、その場合はキーの下部が導電体（赤色の部分）で覆われている。

メンブレンの上の層とスペーサーの層を省略し、その代わりにキーの下部が導電体で覆われているものも存在する（上で示したリモコンの写真を参照）。キーが押下されると、キーの下部の導電体がメンブレンの下の層の回路と接触し、閉回路を形成する。
現代のキーボードの多くを占めるドーム型スイッチのキーボードは、技術的にはチクレットキーボードとよく似ている。ゴムのキーをラバードームで置き換え、その上にプラスチックのキーを載せればドーム型スイッチのキーボードと同じ構造となる。

## チクレットキーボードを搭載したキーボードのリスト
これらのコンピュータの多くはホビーパソコンの時代の初期に登場した。 
- Cambridge Z88 （メンブレンキーボードとチクレットキーボードの中間の構造をしている)
- Commodore PET 2001 （1977年発表の最初のPET）電卓やキャッシュレジスターのような四角いキーボードを搭載していた。
- Commodore 116 （C16のヨーロッパ版）
- IBM IBM PCjr
- Jupiter ACE
- Mattel Aquarius
- Microdigital TK 90X （ブラジル製のZX Spectrumの派生品）
- Multitech Microprofessor I (MPF 1)とMPF II （後者はApple II互換機の初期の製品）
- OLPC XO-1
- Oric 1
- 松下通信工業 JR-100
- 松下通信工業 JR-200
- セガ・エンタープライゼス SC-3000 （後にプラスチック製キーボードに改良されたSC-3000Hも発売された）
- Sinclair ZX Spectrum 16/48K （後期モデルではキーボードに多少の改善が見られる）
- Spectravideo SV-318
- Tandy TRS-80 Color Computer I （これより後の'CoCo'は通常のキーボードを搭載していた）
- Tandy TRS-80 MC-10と、そのフランス版のMatra Alice
- テキサス・インスツルメンツ TI-99/4 （TI-99/4Aの祖先にあたる。TI-99/4Aは通常のキーボードを搭載していた）
- Timex Sinclair 1500 （アメリカのZX81の派生品）
- Timex Sinclair 2068 （アメリカのZX Spectrumの派生品）
- VTech Laser 200 （Video Technology VZ200という名前でも呼ばれていた）
- 初期のMSXコンピュータの一部、例えばPhilips VG-8010
- ペリックス PERIBOARD-213U

近年アップルのMacBookシリーズを皮切りに、マイクロソフトのArc Keyboard、Eee PCの一部モデルなどチクレットキーボード風の外見を持ったキーボードが増えているが、隣接するキーとの間に枠を設けて独立した配置にしただけで内部構造はパンタグラフキーボードである。これらのキーボードはアイソレーションキーボードなどと呼ばれる。